# Maršov (Zámostí-Blata)
Maršov je základní sídelní jednotka, součást obce Zámostí-Blata v okrese Jičín v Královéhradeckém kraji. Nachází se asi 8 km severozápadně od centra Jičína.
V osadě je registrováno 11 čísel popisných. Prochází jí silnice III/2813. Protékají zde dva bezejmenné potoky, na jižním okraji Maršova se nachází malý bezejmenný rybník. Východně od Maršova se nachází Prachovské skály a vyhlídka Ervínův hrad. Osada je tvořena převážně rekreačními objekty.